# Белая яблыня грому
 Белая яблыня грому  — третій студійний альбом білоруського музиканта Лявона Вольського. Презентація відбулася 23 березня 2010 року у концертному залі "Мінськ".

## Пісні
1. «Гэй, наперад!» (Янка Купала)
2. «Пахне чабор» (Пятрусь Броўка)
3. «Сон» (Адам Міцкевіч)
4. «Вецер Радзімы» (Максим Танк)
5. «Скандынаўская песьня» (Максим Богданович)
6. «Парушыўшы законы прыцягненьня…» (Аркадій Кулєшов)
7. «Niemiec» (Францішак Багушэвіч)
8. «Машыны» (Ларыса Геніюш)
9. «Мала сказаць: ненавіджу» (Пімен Панчанка)
10. «У турме» (Якуб Колас)
11. «Белая яблыня грому» (Ригор Бородулін)
12. «Заснаваньне Вільні. 1322 г.» (Ян Чечот)